# Dolné Obdokovce
Dolné Obdokovce (hongrois : Alsóbodok) est un village de Slovaquie situé dans la région de Nitra.

## Histoire
Première mention écrite du village en 1228.

## Démographie

### Évolution de la population
| Année:               | 1994. | 2004. | 2014.   | 2024.   |
| -------------------- | ----- | ----- | ------- | ------- |
| Nombre de personnes: | 1111  | 1111  | 1193    | 1130    |
| Différence:          |       | +0 %  | +7,38 % | -5,28 % |

| Année:               | 2023. | 2024.   |
| -------------------- | ----- | ------- |
| Nombre de personnes: | 1136  | 1130    |
| Différence:          |       | -0,52 % |